# Cleaveius mysti
Cleaveius mysti är en hakmaskart som först beskrevs av Sahay och G.P. Sinha 1971.  Cleaveius mysti ingår i släktet Cleaveius och familjen Rhadinorhynchidae. Inga underarter finns listade i Catalogue of Life.